# Флаг Следственного комитета России
Флаг Следственного комитета Российской Федерации является официальным символом, указывающим на принадлежность к Следственному комитету Российской Федерации (СК России).
Флаг утверждён 11 мая 2011 года в целях реализации единой государственной политики в области геральдики, сохранения и развития исторических традиций.

## Описание флага
«Флаг Следственного комитета Российской Федерации представляет собой тёмно-зелёное прямоугольное полотнище с Государственным флагом Российской Федерации в крыже.
В центре правой половины полотнища располагается геральдический знак — эмблема Следственного комитета Российской Федерации.
Отношение ширины флага к его длине — один к полутора.
Отношение площади крыжа к площади флага — один к четырём.
Отношение высоты эмблемы к ширине флага — один к двум».
Геральдический знак — эмблема Следственного комитета Российской Федерации представляет собой треугольный, вытянутый книзу щит, окованный сталью, с вырезанными верхними углами, заострённой главой и серебряной каймой. Поле щита синее. За щитом — два скрещённых по диагонали серебряных меча остриями вниз. В поле щита — всадник в серебряном облачении, развевающемся красном плаще, на серебряном в золотой сбруе коне, поражающий золотым копьём чёрного дракона, попранного золотыми копытами коня. По сторонам щита — надпись золотыми прямыми литерами «СЛЕДСТВЕННЫЙ КОМИТЕТ РОССИЙСКОЙ ФЕДЕРАЦИИ». По оковке щита — серебряные скрепы. За щитом — возникающий до половины золотой двуглавый орёл с распростёртыми крыльями, увенчанный одной большой и двумя малыми коронами, соединёнными лентой.
17 января 2012 г. прошла торжественная церемония прибивки полотнища знамени СК России к древку.
18 января 2012 г. Президент РФ вручил знамя Следственного комитета РФ А.И. Бастрыкину.